# Home Theater Personal Computer

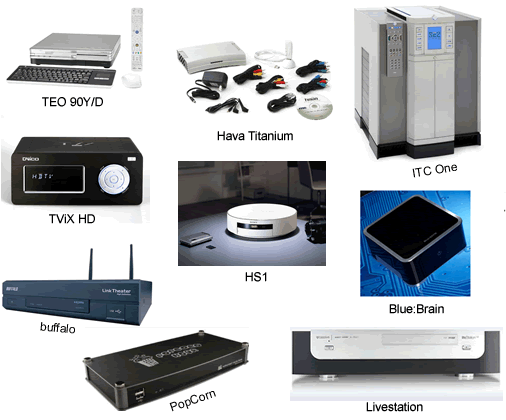
Beispiele für Home Theater Personal Computer Systeme

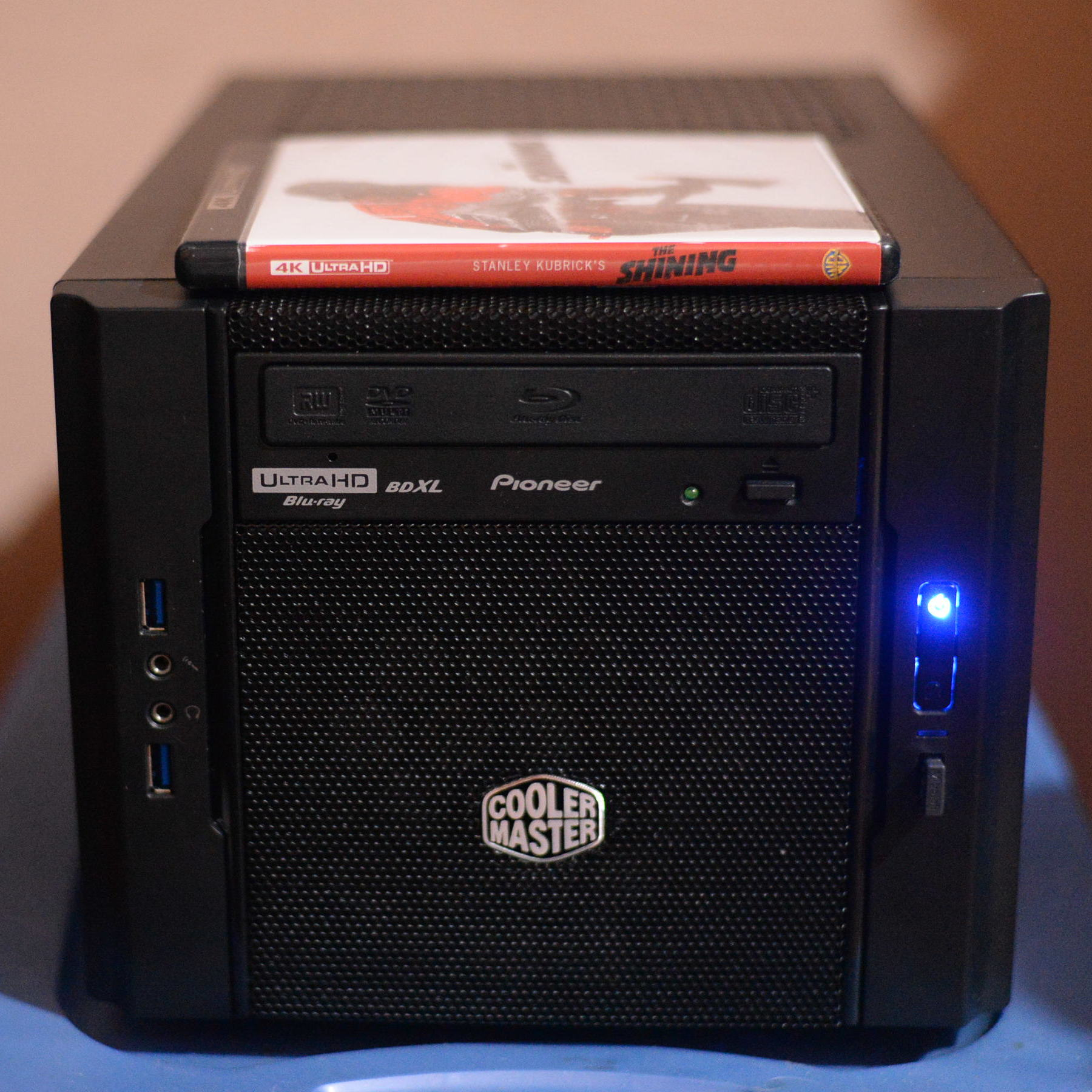
Ultra HD Blu-ray HTPC

Ein Home Theater Personal Computer [həʊm ˈθiɛtə ˈpɜːsənəl kəmˈpjuːtə] (HTPC) ist ein auf PC-Komponenten basierendes Gerät, das klassische Hi-Fi-Geräte ersetzen kann und durch seinen modularen Aufbau besonders flexibel ist.

## Weitere Bezeichnungen
Neben der Bezeichnung HTPC ist auch die Bezeichnung Media Center PC geläufig, welche vermutlich durch die Microsoft Windows XP Media Center Edition geprägt wurde. Die Bezeichnung Wohnzimmer-PC kann einen HTPC meinen, deutet jedoch zuerst nur auf einen leisen PC hin, welcher nicht im Wohnzimmer stört und keine Home Theater Funktion haben muss.

## Vor- und Nachteile eines HTPC-Systems
Durch seinen sowohl software- als auch hardwareseitig modularen Aufbau kann ein HTPC u. a. folgende Einsatzgebiete übernehmen:
- Abspielen von Video/Film (CD, DVD, Blu-ray Disc u. a. Formate)
- Abspielen von Musik (CD, MP3 u. a. Formate)
- Digitales Fernsehen (DVB-C, DVB-S, DVB-T)
- Aufnahme von TV/Radio-Sendungen (vergleichbar mit einem Festplattenrekorder)
- Electronic Program Guide (EPG): Digitale Programmzeitschrift
- Videospielkonsole
- Media-Server (Versorgung anderer im Haus verteilter Clients mit Multimedia-Daten)
- Internet-TV wie z. B. Maxdome, ARD/ZDF-Mediathek usw.
- IPTV und SAT>IP
- Datei-Server (NAS)
- jegliche IP Dienste

Ein HTPC kann daher DVD-Spieler, CD-Spieler, DVB-Receiver, Videorekorder bzw. Festplattenreceiver ersetzen und in einem Gerät integrieren. Darüber hinaus ermöglicht er die Wiedergabe von hochauflösenden Video- (z. B. HDTV, Blu-ray Disc) und Audioquellen (z. B. DVD-Audio).
Der größte Vorteil eines HTPC besteht darin, dass er wie ein normaler PC funktioniert und für ihn daher eine enorme Vielfalt an Software zur Verfügung steht.
Nachteilig ist, dass ein HTPC schnell sehr teuer werden kann. Das liegt daran, dass er zur optischen Integration häufig in ein kleines Gehäuse gebaut wird, das sich an das Aussehen eines DVD-Players oder ähnlicher Geräte anlehnt. Dieses kleine Gehäuse macht hochintegrierte Komponenten nötig, die vergleichsweise teuer sind.
Beim HTPC kann es durch die Bündelung von mehreren Funktionen, wie Videorecorder und IPTV in einem Gerät zu kurzzeitigen Ressourcenkonflikten kommen, die dann als Ruckeln oder Klötzchenbildung wahrgenommen werden können. In diesen Fällen kann die Nutzung von externen Geräten wie Festplattenrekorder helfen, den HTPC zu entlasten.

## Hintergrund

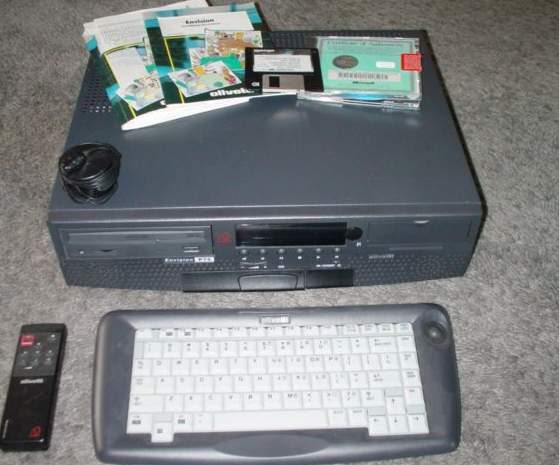
Olivetti Envision

Die Bezeichnung HTPC tauchte mit der Verbreitung von DVD-Laufwerken Anfang der 2000er-Jahre auf. In Deutschland erlangte das Thema erstmals größere Aufmerksamkeit durch einen Artikel in der Fachzeitschrift c’t, die ausführlich den Zusammenbau eines S.V.P. (Sound and Vision Platform) genannten Wohnzimmer-Computers dokumentierte. Weitere Artikel in anderen Zeitschriften folgten schnell. Das Commodore CDTV, das noch auf Amiga-Hardware basierte, nahm schon 1991 einen Teil der HTPC-Entwicklung vorweg. Der erste praxistaugliche in CD-Player-Optik gehaltene PC dürfte der Olivetti Envision von 1995 gewesen sein. Er verfügte über eine MPEG-Beschleunigerkarte, die trotz des relativ langsamen Intel 80486-DX/4-100 bzw. Pentium 75-Prozessors ein ruckfreies Abspielen von (S)VCD ermöglichte. Der Envision war mit Fernbedienung, Infrarottastatur und einer wohnzimmerfreundlichen Benutzeroberfläche namens „Olipilot“ ausgestattet, die unter Windows 95 lief. Das nächste interessante Modell war der Fujitsu-Siemens Multitainer, der das Konzept mit einer integrierten TV-Karte vervollständigte.
Eine der ersten speziell für die Darstellung auf dem Fernseher optimierten Oberflächen (Frontend) waren das ACTIVY MediaCenter von Fujitsu Siemens Computers (2001) und das kostenlose myHTPC, das allerdings im Alpha-Stadium eingestellt wurde.
2002 veröffentlichte Microsoft erstmals die Media Center Edition seines Windows-XP-Betriebssystems, vorerst allerdings nur in den USA. Zwei Jahre später wurde der Nachfolger auch in Europa vertrieben.
Von 2005 bis 2011 waren auch viele Computer von Apple mit einer simplen HTPC-Oberfläche namens Front Row und einer einfachen Fernbedienung ausgestattet.
Im Editoral der c’t 25/2016 befand die Redaktion den HTPC jedoch als tot, der Hauptgrund wurde in der fehlenden 4K/UHD Unterstützung gesehen.
Entscheidend über die Eignung eines HTPC bleibt der individuelle Einsatzzweck und das Umfeld.

## Technisches

### Aufbau als All-in-one-Lösung
HTPCs basieren auf Standard-PC-Hardware und sind dadurch besonders flexibel. Ihre Leistungsfähigkeit variiert je nach Anwendungsgebiet sehr stark. Im Gegensatz zu normalen PCs wird bei HTPCs oft ein besonderer Wert auf niedrige Geräuschentwicklung gelegt. Viele Modelle haben daher sehr aufwändige (und teure) Kühlungsmechanismen wie Heat-Pipes, um auf den typischen geräuschintensiven PC-Lüfter verzichten zu können.
Meistens startet direkt nach dem Booten eine Software (Frontend), die die auf der Festplatte liegenden Daten für die Darstellung auf einem Fernseher optimiert und sich einfach per Fernbedienung bedienen lässt. Sie ist in der Regel auch für den Empfang von Fernsehprogrammen zuständig und kann auch andere Informationen verarbeiten, wie etwa RSS-Feeds oder die Wettervorschau.

### Aufbau nach dem Client-Server-Modell
Ein anderes Konzept ist das des Client-Server-Modell. Dabei gibt es zentrale Server und mehrere Festplatten mit Multimedia-Dateien (wie Musik, DVDs usw.), wobei der Server die Daten speichert und sie per Stream an die Clients sendet. Dabei kann der Großteil der Hardware aus dem Wohnzimmer verlagert werden, wodurch auf Geräuschentwicklung weniger Rücksicht genommen werden muss.

#### HTPC als Streaming Client
Der HTPC kann selbst auch als universeller Streaming-Client verwendet werden. Die Ausgabe kann dann durch seine HDMI-Ausgänge an einem Fernsehgerät und Audiosignale über eine vorhandene Stereoanlage erfolgen.

#### Streaming Clients als Nutzer der Dienste eines HTPC
Diese Clients sind einfache Abspielgeräte, vergleichbar mit DVD-Playern ohne DVD-Laufwerk, die die empfangenen Daten direkt entweder an den Fernseher oder die Stereoanlage weiterleiten.
Der Vorteil an diesem Konzept ist, dass mehrere Empfänger im Haus auf den zentralen Speicher des HTPC zugreifen können und die Clients relativ preiswert sind.
Ein Nachteil ist, dass die Clients aus Preisgründen meist auf speziellen Chips basieren, die die Dekodierung selbst übernehmen. Dadurch geht ein Teil der Flexibilität verloren, da diese Chips nur bestimmte Formate dekodieren können und nicht aufrüstbar sind. Clients auf PC-Basis sind dagegen teurer. Ein weiterer Nachteil ist, dass der Server meist den ganzen Tag läuft. Dadurch können durchaus zusätzliche Stromkosten in Höhe von mehreren 100 € pro Jahr entstehen.
Die Alternative, mehrere vollwertige HTPCs zu installieren, wäre nicht nur wesentlich teurer, sondern es würde auch die Synchronität fehlen: Die Daten müssen nur einmal in den Server eingespeist werden und sind fortan überall im Haus verfügbar. Häufig besitzt der Server auch mehrere TV-Tuner (meist DVB-S), wodurch die Clients auch als Set-Top-Boxen fungieren.

## Media-Center-Betriebssysteme für PC

### Windows
- Microsoft Windows XP Media Center Edition
- Microsoft Windows Vista Home Premium und Ultimate (Beide Versionen enthalten Windows Media Center.)
- Microsoft Windows 7 Home Premium, Professional, Ultimate und Enterprise (Enthalten die weiterentwickelte Version des Windows Media Center.)[6]
- Microsoft Windows 8 (Nur mit kostenpflichtigem Windows 8 Media Center Pack)[7]
- Microsoft Windows 8.1 (Nur mit kostenpflichtigem Windows 8.1 Media Center Pack)[8]

### Linux
Folgende Linux-Distributionen verwenden MythTV in der Standardinstallation:
- LinHES (früher KnoppMyth)
- LinuxMCE
- Mythbuntu  (eingestellt 2016)
- MiniMyth
- MythDora (eingestellt 2011)

Folgende Linux-Distributionen verwenden Kodi (früher XBMC) in der Standardinstallation:
- Geexbox
- OpenELEC
- XBMCBuntu (früher XBMC Live)

Andere Linux-Distributionen die als Media Center gebraucht werden können:
- SteamOS

## Media-Center-Anwendungen/Frontends
Eine (unvollständige) Liste über die auf dem Markt befindlichen (sowohl kostenlose als auch kommerzielle) Produkte, die sich für die Verwendung in Media-Center-Rechnern eignen.

### Plattformunabhängig
- Freevo (Windows, Linux, Mac OS X; gratis; freie Software)
- Kodi (ehemals XBMC; Windows, Linux, Android, Mac OS X, Xbox, Raspberry Pi; gratis; freie Software)
- Boxee (Windows, Linux, Mac OS X, Xbox; gratis; freie Software)
- Geexbox (Windows, Linux; gratis; freie Software)
- Plex (Windows, Linux, Mac OS X, …; gratis; freie Software)
- JRiver (Windows, Linux geplant, Mac OS X; kommerziell)

### Nur Windows
- Beyond TV
- DVBViewer Pro
- GB-PVR (gratis)
- Got All Media (GAM)
- iMEDIAN (Soundgraph), RIDI multimedia GmbH
- Intervideo Home Theater
- Mainlobby
- MediaPortal (gratis; freie Software)
- Nero MediaHome (als Teil von Nero 7 und höher)
- Sceneo TVcentral (Ende 2009 eingestellt)
- TVedia
- Windows Media Center (Windows XP Mediacenter Edition 2003/2005, Windows Vista Home Premium/Ultimate, diverse Windows-7-Versionen, kostenpflichtiges Media Center Pack für Windows 8 und 8.1)[9]
- XLobby
- Yahoo! Go for TV

### Nur Mac OS X
- Apple Front Row (eingestellt)
- CenterStage (eingestellt)
- iTheater (eingestellt)
- XHub (eingestellt)
- nessViewer
- MediaCentral
- Plex Home Theater

### Nur Linux
- Morphine.TV
- MTPCenter
- My Media System
- mythTV
- Video Disk Recorder
- LinuxMCE
- oxine
- TVHeadend